# Plateumaris rustica
Plateumaris rustica (лат.) — вид жуков из семейства листоедов.

## Описание
Жуки длиной 6,5-9 мм. Верхняя сторона тела преимущественно металлически-блестящая. Усики и ноги полностью или частично красновато-коричневые, к вершине членики усиков становятся более тёмными. Переднеспинка почти квадратная, очень гладкая и среди всех палеарктических видов рода самая уплощённая. Бёдра широкие у основания, зубец на бёдрах задних ног очень изменчив, чаще всего выступающий, у некоторых особей (обычно у самок) очень маленький или незаметный.

## Биология
Питаются различными видами осок. Имаго питаются питаются листьями и стеблями, а не пыльцой в отличие от некоторых других видов рода Plateumaris. Встречается довольно редко.

## Распространение
Обитает в Европе, Северной Африке, Турции, Иране и Западной Сибири.